# Teloché
Teloché – miejscowość i gmina we Francji, w regionie Kraj Loary, w departamencie Sarthe.
Według danych na rok 1990 gminę zamieszkiwało 2 521 osób, a gęstość zaludnienia wynosiła 111 osób/km² (wśród 1504 gmin Kraju Loary Teloché plasuje się na 210. miejscu pod względem liczby ludności, natomiast pod względem powierzchni na miejscu 461.).